# سیارک ۱۲۶۱۷
سیارک ۱۲۶۱۷ (به انگلیسی: 12617 Angelusilesius، نامگذاری:5568P-L) دوازده هزار و ششصد و هفدهمین سیارک کشف شده‌است که در ۱۷ اکتبر ۱۹۶۰ کشف شد.